# Estación de Diepenbeek
La estación de Diepenbeek es una estación de tren belga situada en Diepenbeek, en la provincia del Brabante Flamenco, región Flamenca.
Pertenece a la línea  de S-Trein Lieja.

## Situación ferroviaria
La estación se encuentra en la línea 34 (Lieja-Hasselt).

## Intermodalidad
| Diepenbeek Station | Diepenbeek Station         |
| Líneas regulares |                            |
| --- | -------------------------- |
| \| Línea \| Recorrido \| \| ----- \| -------------------------- \| \| 20a \| Maastricht ↔ Hasselt \| \| 36 \| Genk ↔ Hasselt \| \| 453 \| Vliermaalroot ↔ Diepenbeek \| |                            |
| Línea | Recorrido                  |
| 20a | Maastricht ↔ Hasselt       |
| 36 | Genk ↔ Hasselt             |
| 453 | Vliermaalroot ↔ Diepenbeek |